# Pistolet Beretta 89
Beretta 89 – włoski sportowy pistolet samopowtarzalny kalibru 5,6 mm. W ofercie firmy Beretta od 1990 roku. W 2000 roku zastąpiła go Beretta 87 Target.
Beretta 89 była bronią samopowtarzalną, działającą na zasadzie odrzutu zamka swobodnego. Pistolet miał zamek stalowy pokryty Brunitonem, szkielet ze stopu lekkiego. Mechanizm spustowo-uderzeniowy kurkowy, pojedynczego działania. Pistolet wyposażony był w bezpiecznik nastawny, którego skrzydełko znajdowało się z lewej strony szkieletu i zatrzask zamka. Pistolet był zasilany z jednorzędowego magazynka pudełkowego. Przyrządy celownicze składały się z muszki i regulowanej szczerbinki. Pistolet wyposażony był w okładki rękojeści z drewna orzechowego, a w wersji Gold Standard w chwyt z regulowaną półką.